# 3-氯丙氨酸
3-氯丙氨酸是一种有机化合物，化学式为ClCH2CH(NH2)CO2H，它是水溶性的白色固体，可由丝氨酸氯化得到。它的氯原子被取代，可以制得其它氨基酸。在硫酸存在下，它和亚硝酸钠在水溶液中反应，可以得到3-氯-2-羟基丙酸。